# 살미신매리고가
살미신매리고가(乷味新梅里古家)는 충청북도 충주시 살미면 신매리에 있던 건축물이다. 1981년 5월 1일 충청북도의 민속문화재 제4호로 지정되었다가, 1983년 7월 11일 해제되었다.

## 참고 자료
- 살미신매리고가 - 국가유산청 국가유산포털